# Oberhaching
Oberhaching este o comună din districtul München, landul Bavaria, Germania.

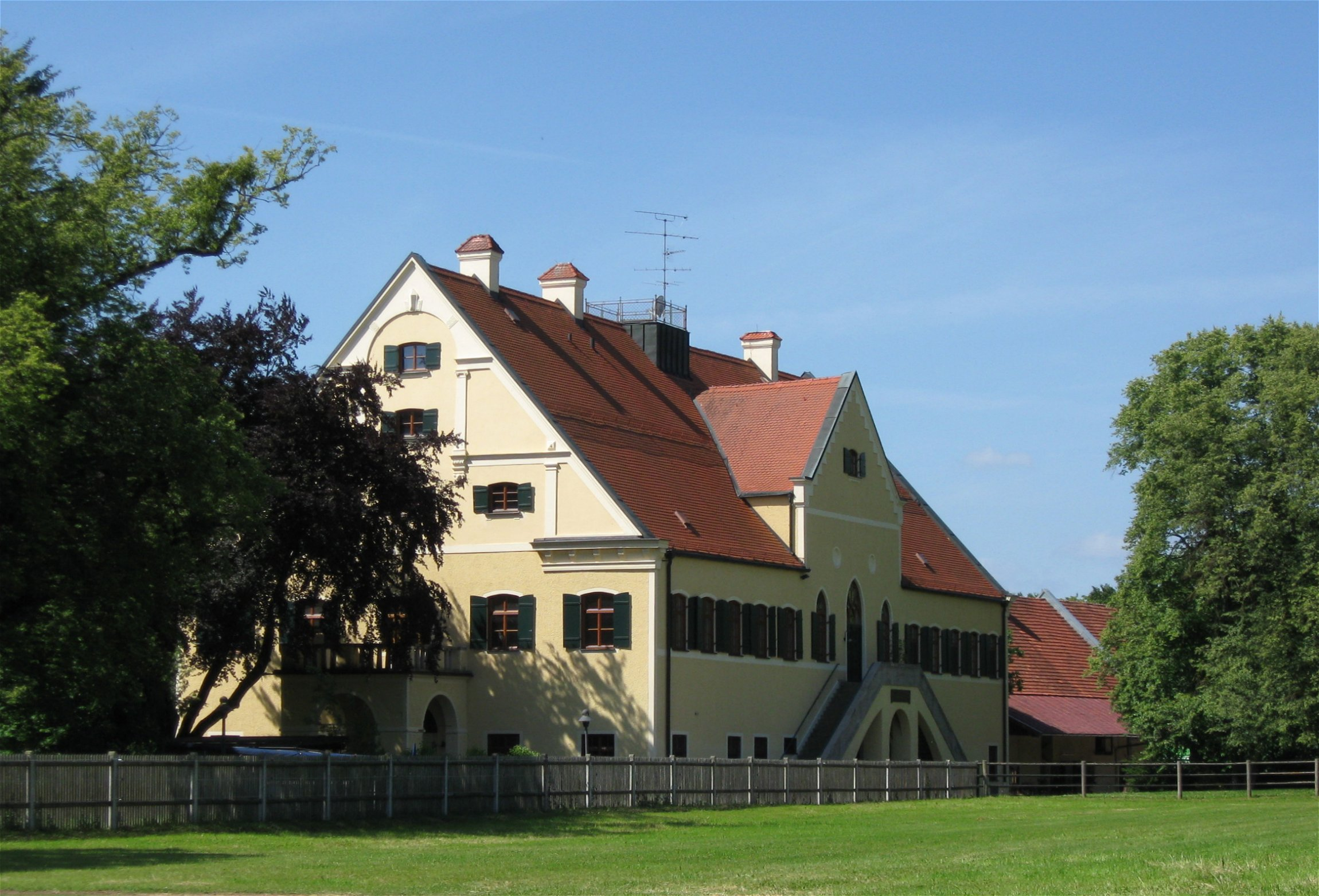
Oberhaching
(Castelul Laufzorn)